# 2300年未来への旅
『2300年未来への旅』（原題: Logan's Run）は、マイケル・アンダーソン監督による1976年のアメリカ合衆国のSF映画である。
ウィリアム・F・ノーランとジョージ・クレイトン・ジョンソンによる小説『2300年 未来の旅 ローガンの逃亡』を原作とし、デヴィッド・ゼラッグ・グッドマンが脚本を執筆した。人口爆発を防ぐために30歳を超えた者は殺されてしまう23世紀の世界を描いたディストピア映画である。
第49回アカデミー賞では視覚効果に対する特別業績賞が贈られた。またサターン賞ではSF映画賞を含む6部門を受賞した。

## キャスト
| 役名        | 俳優                         | 日本語吹替                                       |
| 役名        | 俳優                         | フジテレビ版                                     |
| ----------- | ---------------------------- | ------------------------------------------------ |
| ローガン    | マイケル・ヨーク             | 堀勝之祐                                         |
| フランシス  | リチャード・ジョーダン       | 井上真樹夫                                       |
| ジェシカ    | ジェニー・アガター           | 向井真理子                                       |
| ボックス    | ロスコー・リー・ブラウン     | 小林清志                                         |
| ホリー      | ファラ・フォーセット         | 川浪葉子                                         |
| ドクター    | マイケル・アンダーソン・Jr． | 徳丸完                                           |
| 老人        | ピーター・ユスティノフ       | 巌金四郎                                         |
| 不明 その他 |                              | 加藤精三 鈴木れい子 中西妙子 木原正二郎 政宗一成 |
|             |                              |                                                  |
| 演出        | 演出                         | 左近允洋                                         |
| 翻訳        | 翻訳                         | 飯嶋永昭                                         |
| 効果        | 効果                         | PAG                                              |
| 調整        | 調整                         | 栗林秀年                                         |
| 制作        | 制作                         | グロービジョン                                   |
| 解説        | 解説                         | 高島忠夫                                         |
| 初回放送    | 初回放送                     | 1982年5月15日 『ゴールデン洋画劇場』             |

※日本語音声はDVD、ブルーレイ未収録。
ソフト版字幕翻訳：飯嶋永昭。
劇場用字幕翻訳：高瀬鎮夫。

## 受賞とノミネート
| 賞           | 部門             | 候補 | 結果       |
| ------------ | ---------------- | --- | ---------- |
| アカデミー賞 | 撮影賞           | アーネスト・ラズロ | ノミネート |
| アカデミー賞 | 美術監督・装置賞 | デール・ヘネシー ロバート・デヴェステル | ノミネート |
| アカデミー賞 | 特別業績賞       | （視覚効果に対して） L・B・アボット グレン・ロビンソン マシュー・ユーリシッチ                                                                    | 受賞       |
| サターン賞   | 美術監督賞       | デール・ヘネシー | 受賞       |
| サターン賞   | 装置装飾賞       | ロバート・デヴェステル | 受賞       |
| サターン賞   | 衣装デザイン賞   | ビル・トーマス | 受賞       |
| サターン賞   | メイクアップ賞   | ウィリアム・タトル | 受賞       |
| サターン賞   | 撮影賞           | アーネスト・ラズロ | 受賞       |
| サターン賞   | SF映画賞         | 『2300年未来への旅』 | 受賞       |
| ヒューゴ賞   | 映像部門         | マイケル・アンダーソン（監督） デヴィッド・ゼラッグ・グッドマン（脚本） ウィリアム・F・ノーラン（原作） ジョージ・クレイトン・ジョンソン（原作） | ノミネート |

## その他
- 本作を元にしたテレビドラマシリーズ全14話が1977年に米国CBSで放送された[6]。翌1978年に日本でも「未知への逃亡者 ローガンズ・ラン」（日本テレビ系列）のタイトルで放送された[7]。